# Тезору (мікрорегіон)

Тезору на карті штату Мату-Гросу

Тезору (порт. Microrregião de Tesouro) — мікрорегіон в Бразилії, входить в штат Мату-Гросу. Складова частина мезорегіону Південний схід штату Мату-Гросу. Населення становить 49 086 чоловік на 2006 рік. Займає площу 27 172,857 км². Густота населення — 1,8 чол./км².

## Склад мікрореіиону
До складу мікрорегіону включені наступні муніципалітети:
1. Арагуаїнья
2. Женерал-Карнейру
3. Гіратінга
4. Понтал-ду-Арагуая
5. Понті-Бранка
6. Пошореу
7. Рібейранзінью
8. Тезору
9. Торішореу

| Бразилія | Це незавершена стаття з географії Бразилії. Ви можете допомогти проєкту, виправивши або дописавши її. |